# ماجد العماري
ماجد العماري (مواليد 5 مارس 1998) هو لاعب كرة قدم سعودي يلعب حاليًا في نادي الشرق.

## مسيرة اللاعب
مثل سابقاً النادي الأهلي في الفئات السنية و له تجربة احترافية في نادي اناديا البرتغالي و نادي النجوم ونادي الثقبة ونادي الوشم ونادي الانتصار ونادي حطين ونادي القوس ونادي الشرق.